# Великий Раковець
Вели́кий Ра́ковець — село в Білківській сільській громаді Хустського району Закарпатської області України.
Площа — 102,6 км². Населення — 4545 жителів. Село розташоване за 14 км від Іршави.
День села — остання неділя вересня.

## Географія
Місцевість гориста, здебільшого покрита буковими, а у верхів'ях гір шпильковими лісами.
Через село протікають річки Берберке та Буковець.

## Назва
Про виникнення назви села існує декілька переказів. За переказами, село в давнину було розташоване за декілька кілометрів на захід в сучасного місця, на рівнині, яка мала назву Ходиші (від постійної зміни русла потоку), яка навесні та восени підтоплювалась, через що селяни переселялись на підвищення, прямуючи з заходу на схід, тобто назад подібно ракам, через що село дістало назву «Рак-овець»[джерело?].
Існує інша легенда про лікаря на прізвище Раковець, який жив у селі. Він завоював таку шану своєю лікарською роботою, за яку не брав грошей. Серед жителів округи говорили, що вони ходять «До великого Раківця»[джерело?].

## Історія
Перша згадка датується 1330 роком.

## Населення
Згідно з переписом УРСР 1989 року чисельність наявного населення села становила 4322 особи, з яких 2079 чоловіків та 2243 жінки.
За переписом населення України 2001 року в селі мешкало 4549 осіб.

### Мова
Розподіл населення за рідною мовою за даними перепису 2001 року:
| Мова       | Відсоток |
| ---------- | -------- |
| українська | 99,25 %  |
| російська  | 0,64 %   |
| білоруська | 0,02 %   |
| молдовська | 0,02 %   |
| німецька   | 0,02 %   |
| румунська  | 0,02 %   |

## Економіка
Населення села займається рослинництвом та тваринництвом.
У селі працює фермерське господарство, яке спеціалізується на рослинництві (зернові та бобові), овочівництві, садівництві та тваринництві.
У селі функціонують декілька магазинів та торгових точок, а також 10 закладів громадського харчування.

## Освіта
- 4 дошкільні навчальні заклади, у яких перебувають близько 250 дітей і працюють 90 чоловік
- 2 загальноосвітні школи (І—ІІ ст. та І—ІІІ ст.), у яких навчаються близько 1100 учнів та працюють 100 вчителів
- школа-інтернат, у якій навчаються близько 160 учнів та працює 40 вчителів
- дитяча школа мистецтв

## Соціальна сфера
- лікарська амбулаторія загальної практики і сімейної медицини, у якій працюють 40 осіб медперсоналу
- 2 аптеки
- 2 бібліотеки
- заклад культури «Будинок культури», у якому знаходяться літературно-меморіальний музей ім Ю. В. Мейгеша[4] та музей «Берегиня».

## Храм
Церква Різдва Пр. Богородиці. 1856. 
У 1751 р. в Раковці були дві дерев'яні церкви: одна — з вежею, Покрови пр. Богородиці, у доброму стані, з гарними образами і двома дзвонами (можливо, йдеться про церкву в Малому Раківці); друга — Різдва пр. Богородиці, всередині краща, ніж перша, з двома дзвонами і красними образами. У 1775 р. вказано, що верхню церкву збудовано 1654 p., а нижню — 1474 р. і відремонтовано 1764 р. У 1847 р. в селі ще була дерев'яна церква, а через кілька років змурували великий кам'яний храм. У 1902 р. церкву оновлено. Бароковий розпис, подібний до розпису в Лозі та Греблі, було виконано в 1907 р. Інтер'єр храму розмалював В. Якубець у 1979—1980 роках. Гарного різьблення іконостас має ще не перемальовані ікони. Кам'яний хрест біля церкви споруджено в 1893 р. за пароха Нестора Ромжі та кураторів Василя Золотаря і Георгія Памачея. Місцевий парох Михайло Еґреші був в'язнем радянських концтаборів з 1949 до 1955 р.

## Уродженці
- Копинець Антон Михайлович (1931—1980) — український письменник та журналіст.
- Мейгеш Юрій Васильович (1925—1999) — український письменник.
- Цугорка Олександр Петрович (нар. 1973) — український художник, мистецтвознавець та педагог.

## Туристичні місця
- храм Різдва Пр. Богородиці. 1856.